# Quadrille sur des airs français
Quadrille sur des airs français, op. 290, är en kadrilj av Johann Strauss den yngre. Den spelades första gången den 19 september 1864 i Pavlovsk i Ryssland.

## Historia
Johann Strauss inledde sin ryska konsertsäsong i Pavlovsk (utanför Sankt Petersburg) den 23 april 1864 och höll på till den 27 september. Bland de tolv nya kompositioner som han skrev för sin ryska publik det året återfanns Blondin-Quadrille som framfördes första gången den 19 september i Vauxhall Pavilion i Pavlovsk. Charles Blondin var en fransk lindansare som blev världsberöm när han 1859 gick på lina över Niagarafallen. Sommaren 1864 anlände Blondin till Sankt Petersburg för en gästföreställning och Strauss passade på att komponera en kadrilj med anledning av detta. Den börjar med den gamla franska barnsången "Bon voyage, Monsieur du Mollet" och slutar med den populära sången "Monsieur le Curé". I Wien fick kadriljen titeln Quadrille sur des airs français.

## Om kadriljen
Speltiden är ca 5 minuter och 53 sekunder plus minus några sekunder beroende på dirigentens musikaliska tolkning.

## Weblänkar
- Quadrille sur des airs français i Naxos-utgåvan.